# Pavlos Economou-Gouras
Pavlos Economou-Gouras (griechisch Παύλος Οικονόμου-Γκούρας, * 3. November 1897 in Goura, Korinthia; † 27. April 1991) war ein griechischer Diplomat und Politiker.

## Biographische Daten
Paul Economou Gouras absolvierte ein Studium an der  Nationalen und Kapodistrias-Universität Athen.
1921 trat er in den auswärtigen Dienst ein.
Von 6. Oktober 1942 bis zum 3. Juni 1947 war er Geschäftsträger der Griechischen Regierung in Washington, D.C.
Anschließend leitete er die Botschaften in Rio de Janeiro (Brasilien) und Kapstadt (Südafrika)
Von 1960 bis 1961 war er ständiger Vertreter der griechischen Regierung beim UNO-Hauptquartier in New York City.
Von 1963 bis 3. November 1967 war er dreimal Griechischer Außenminister, in den Regierungen von Stylianos Mavromichalis, Ioannis Paraskevopoulos sowie während der Griechischen Militärdiktatur unter Konstantinos Kollias.
Am 30. April 1991 wurde er am Tempel des Heiligen Theodoros auf dem Ersten Athener Friedhofs begraben.